# ليو جنكينز
ليو جنكينز (بالإنجليزية: Lew Jenkins)‏ مواليد 4 ديسمبر 1916 في تكساس - الوفاة 30 أكتوبر 1981 في أوكلاند، كان ملاكم أمريكي سابق صنّف ضمن فئة الوزن الخفيف.

## إحصائيات
خاض خلال مسيرته 121 نزالا، فاز في 74 وتعادل في 5 وخسر في 42. فاز بالضربة القاضية في 52 نزالا.

## روابط خارجية
- ليو جنكينز على موقع بوكس ريك (الإنجليزية) (registration required)